# Gammarus stupendus
Gammarus stupendus is een vlokreeftensoort uit de familie van de Gammaridae. De wetenschappelijke naam van de soort is voor het eerst geldig gepubliceerd in 1983 door Pinkster.